# Honoré Roux
Pour les articles homonymes, voir Roux.
Honoré Roux est un homme politique français né le 21 mars 1821 à Clermont-Ferrand (Puy-de-Dôme) et décédé le 28 juillet 1890 à Clermont-Ferrand. Il a été député du Puy-de-Dôme.

## Biographie
Honoré Didier Roux naît à Clermont-Ferrand le 21 mars 1821 dans une famille de commerçants.
Secrétaire de mairie de Clermont-Ferrand, il devient ensuite avocat. Il est nommé avocat général à la Cour d'appel de Riom après la révolution de 1848 et démissionne lors du coup d’État du 2 décembre 1851. Il s'installe alors comme avocat à Riom et le reste jusqu'en 1890. Il est député du Puy-de-Dôme de 1871 à 1881, siégeant au groupe de la Gauche républicaine. Il est l'un des 363 qui refusent la confiance au gouvernement de Broglie, le 16 mai 1877. Il est conseiller général du canton de Saint-Gervais-d'Auvergne en 1871.